# Deviat

Deviat este o comună în departamentul Charente, Franța. În 1 ianuarie 2022 avea o populație de 134 de locuitori.